# Penghu-szigetek
A Penghu-szigetek vagy Pescadores-szigetek egy kilencven kisebb szigetből álló szigetcsoport a Tajvani-szorosban, mely közigazgatásilag a Kínai Köztársasághoz tartozik. Mindössze 19 sziget lakott, ezek a nagyobb szigetek, a 71 lakatlan sziget összterülete alig több mint 3 km². A szigetcsoport portugál nevének (pescadores) jelentése „halászok”.